# Свети Спас (Червен брег)
„Свети Спас“ или „Свето Възнесение Господне“ е късносредновековна българска църква в село Червен брег, община Дупница.
Църквата се намира в северните покрайнини на село Червен брег, в местността Къро, над десния бряг на река Джубрена, на около 2,5 километра северно от последните къщи на старото село.

## История и архитектура
Представлява еднокорабна и едноапсидна църква с две полукръгли певници на северната и на южната стена, с полуцилиндричен свод, полузарината в земята. Основите са от големи каменни блокове, а останалия градеж – от ломени камъни, споени с бял хоросан. Сводът е изцяло каменен, покрит с каменни плочи (тикли). През последните години, очевидно за предотвратяване на влага и течове в храма, върху каменните плочи са наредени нови керемиди. В апсидата е прорязано малко тясно прозорче. Над ниската дървена порта е патронната ниша. Вдясно от входа има малка гранитна база от колона.
Стените са дебели, без сантрачи или друга система за укрепване. Подът е землен от трамбована местна червена пръст. На източната стена има полусферична проскомидийна ниша, до нея на северната стена – по-малка правоъгълна ниша. На места над южната певница има следи от нова циментова замазка. Пред апсидата е разположен голям квадратен камък от преработена основа от римска колона с предназначение за напрестолен камък, около който е разположен дървен олтар (късна изработка), увенчан с дъсчен кръст.
Над входа има фрагмент от ктиторския надпис – оцелели са само няколко букви. През 1909 г. свещеникът Хр. Тошев, учител в Дупница, преписва надписа над входната врата: "Благочестивихь христяноми селомь червенобрегуи всию братю i кто приложувь (не се чете) вь лето 7103 (написано със старобългарски букви, което съответства на 1595 г.) помени...(не се чете) ". Този надпис говори не за съграждане на църквата, а за последваща поправка, така че датировката му може да се търси доста по-назад във времето. Според местния краевед Стоил Бонев към 1963 г. надписът, изписан с църковно-славянски букви за годината на направата, е бил все още запазен.
На южната стена вдясно от певницата са изписани в цял ръст св. св. Константин и Елена, вляво от нея са образите на неизвестен светец и на св. Никола. На източната стена вдясно е изписан светец в кула – вероятно св. Симеон Стълпик. Останалите оцелели фрагменти и образи (в апсидата и на западната стена) са силно повредени и не подлежат на идентификация. Според оглед от 20.02.2012 г., извършен от специалисти от Министерството на културата, БАН и Окр. музей в Кюстендил, тяхното мнение е за уникална ранносредновековна черква, несрещана подобна в Югозападна България.
Предполага се, че църквата е изградена през османския период (XV-XVI в.). Тази датировка не е окончателна и вероятно в хода на реставрационните работи в храма и археологическите разкопки в района ще претърпи корекции.